# Кравецкий, Лев Людвигович
Лев Лю́двигович (Лео́н Во́йцех) Краве́цкий (4 мая 1862 — ?) — русский архитектор польского происхождения.

## Биография
Окончил Московское училище живописи, ваяния и зодчества в 1895 году со званием неклассного художника архитектуры. С 1888 года Кравецкий работал чертёжником архитектурного отдела городской чертёжной по исполнению частных заказов. В 1906 году стал заведующим городской чертёжной. Автор множества небольших жилых домов в Москве. В 1918 году входил в состав руководства вновь созданного Профессионального союза зодчих.

## Проекты и постройки в Москве

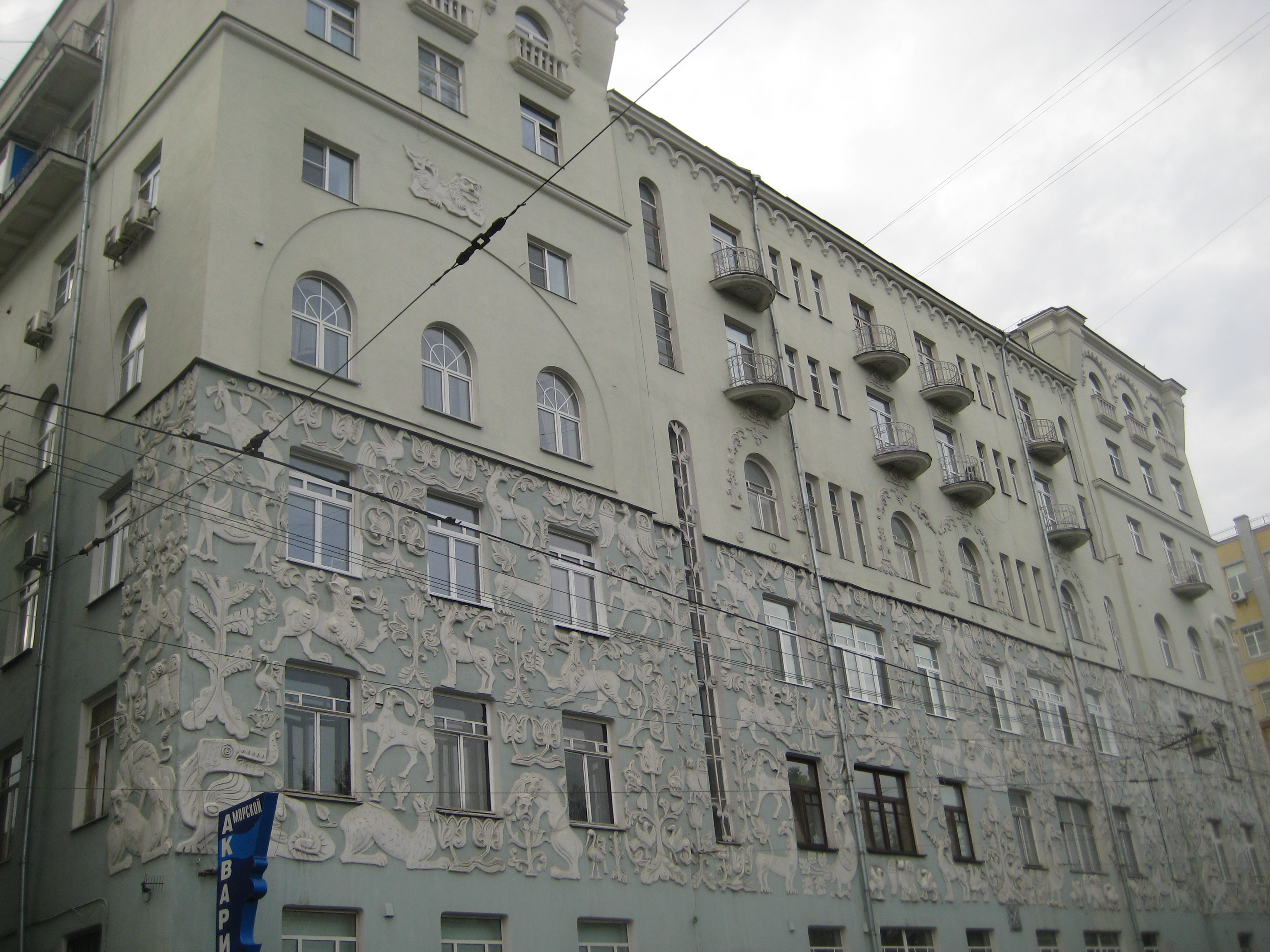
Доходный дом церкви Троицы на Грязех

- Доходный дом (1900, Подсосенский переулок, 7), реконструирован;
- Доходный дом (1905, Большая Молчановка, 21б)[3];
- Доходный дом церкви Троицы на Грязех, совместно с П. К. Микини, надстроен Б. Л. Топазовым. Дом украшен сказочными зверями работы С. И. Вашкова (1908—1909, Чистопрудный бульвар, 14), объект культурного наследия регионального значения;
- Перестройка первого этажа дома под кинотеатр (1912, Цветной бульвар)[4];
- Доходный дом Е. Е. Чепелевской, совместно с А. Н. Соколовым (1914, Зубовский бульвар, 13);